# Lo mejor (álbum de Fulano)
Lo mejor es el cuarto álbum de Fulano y el primero recopilatorio. Fue lanzado en 1996 por Sello Alerce. El álbum colecciona alguno de los mejores temas de los primeros tres álbumes de la banda realizados con el Sello Alerce entre 1987 y 1993, que además contaron con la formación original plenamente. Curiosamente la carátula usada fue la misma que en el álbum Fulano, primer álbum de la banda, y donde se utiliza una foto  de los 6 integrantes originales, sólo agregándole el rótulo de "Lo mejor", lo que genera confusión entre ambos discos. El álbum además rescató el tema No me gusta que se metan conmigo que había sido excluido de la versión en CD de En el bunker editada en 1994.

## Temas
1. Tango
2. El calcetín perseguido
3. Fulano
4. No me gusta que se metan conmigo
5. Adolfo, Benito, Augusto, Toribio
6. Gran restrictor ten piedad
7. Sentimental blues
8. Rap rock
9. Perro, chico, malo
10. El dar del cuerpo
11. Honor, decencia, dignidad y gracia
12. Lamentos
13. Basura
14. Morbosadoquista

## Créditos
- Jaime Vivanco: composición y teclados
- Cristián Crisosto: composición, saxos, flauta traversa.
- Jorge Campos: composición y bajo, guitarra.
- Jaime Vásquez: saxos y flauta traversa
- Arlette Jequier: voz y clarinete
- Guillermo Valenzuela: batería